# Pont-canal de l'Ognon
 (mars 2015).
Le pont-canal de l'Ognon est un des nombreux ponts de ce type le long du Canal du Midi. Il est situé sur la commune d'Olonzac, dans le département de l'Hérault.

## Historique
Il est construit en 1826-1827 pour faciliter la difficile traversée du ruisseau de l'Ognon. En effet, ce ruisseau apparemment petit et calme, peut gonfler au point de submerger le canal lors de pluies torrentielles sur les collines avoisinantes. L'éclusier doit alors fermer les battants de l'écluse d'Ognon, empêchant la navigation jusqu'à ce que les eaux se retirent.

## Protection
L'ensemble formé par les doubles écluses, le pont-aqueduc sur l'Ognon, la porte de défense et les épanchoirs sur le canal du Midi à Olonzac, est inscrit au titre des monuments historiques en 1998,.